# Allium staticiforme
Allium staticiforme — вид трав'янистих рослин родини амарилісові (Amaryllidaceae), поширений у південній Греції та західній Туреччині.

## Поширення
Поширений у південній Греції (у т. ч. о. Крит і Східно-Егейські острови) та західній Туреччині.